# Jorge Daniel Benítez
Jorge Daniel Benítez Guillén (2 settembre 1992) è un calciatore paraguaiano, attaccante del Paysandu.

## Carriera

### Club
Cresciuto calcisticamente nel Club Guaraní, nel 2010 viene integrato in prima squadra. Tra il febbraio e il giugno 2013 viene mandato in prestito al Rubio Ñu. Tornato dal prestito, diventa un titolare fisso della prima squadra, mettendo a segno, tra il 2013 e il 2014, 20 reti in 38 partite.
Il 18 agosto 2014 si trasferisce all'Olympiakos. Con la compagine ellenica segna sei gol in ventidue presenze tra campionato e coppe, vincendo al termine della stagione campionato e coppa nazionale.
Il 28 luglio 2015 viene ceduto in prestito ai messicani del Cruz Azul.

### Nazionale
Esordisce in nazionale maggiore il 1º giugno 2014 contro la Francia, subentrando dalla panchina al posto di Roque Santa Cruz. Il suo primo centro arriva il 5 settembre 2015 in un'amichevole persa contro la selezione cilena.
Viene convocato per la Copa América Centenario del 2016.

## Statistiche

### Presenze e reti nei club
Statistiche aggiornate all'8 maggio 2016.
| Stagione        | Squadra         | Campionato      | Campionato | Campionato | Coppe nazionali | Coppe nazionali | Coppe nazionali | Coppe continentali | Coppe continentali | Coppe continentali | Altre coppe | Altre coppe | Altre coppe | Totale | Totale |
| Stagione        | Squadra         | Comp            | Pres       | Reti       | Comp            | Pres            | Reti            | Comp               | Pres               | Reti               | Comp        | Pres        | Reti        | Pres   | Reti   |
| --------------- | --------------- | --------------- | ---------- | ---------- | --------------- | --------------- | --------------- | ------------------ | ------------------ | ------------------ | ----------- | ----------- | ----------- | ------ | ------ |
| 2010            | Club Guaraní    | DP              | 5          | 0          | -               | -               | -               | -                  | -                  | -                  | -           | -           | -           | 5      | 0      |
| 2011            | Club Guaraní    | DP              | 5          | 0          | -               | -               | -               | -                  | -                  | -                  | -           | -           | -           | 5      | 0      |
| 2012            | Club Guaraní    | DP              | 5          | 0          | -               | -               | -               | -                  | -                  | -                  | -           | -           | -           | 5      | 0      |
| gen.-giu. 2013  | Rubio Ñu        | DP              | 16         | 2          | -               | -               | -               | -                  | -                  | -                  | -           | -           | -           | 16     | 2      |
| lug.-dic. 2013  | Club Guaraní    | DP              | 17         | 3          | -               | -               | -               | CS                 | 2                  | 1                  | -           | -           | -           | 19     | 4      |
| gen.-ago. 2014  | Club Guaraní    | DP              | 21         | 17         | -               | -               | -               | CL                 | 1                  | 0                  | -           | -           | -           | 22     | 17     |
| Totale Guaraní  | Totale Guaraní  | Totale Guaraní  | 53         | 20         |                 | 0               | 0               |                    | 3                  | 1                  |             |             |             | 56     | 21     |
| 2014-2015       | Olympiacos      | SL              | 21         | 6          | CG              | 1               | 0               | UCL+UEL            | 1+0                | 0                  | -           | -           | -           | 23     | 6      |
| 2015-2016       | Cruz Azul       | PD              | 25         | 11         | CM              | 6               | 3               | -                  | -                  | -                  | -           | -           | -           | 31     | 14     |
| Totale carriera | Totale carriera | Totale carriera | 115        | 39         |                 | 7               | 3               |                    | 4                  | 1                  |             |             |             | 125    | 43     |

### Cronologia presenze e reti in nazionale
| Cronologia completa delle presenze e delle reti in nazionale ― Paraguay | Cronologia completa delle presenze e delle reti in nazionale ― Paraguay | Cronologia completa delle presenze e delle reti in nazionale ― Paraguay | Cronologia completa delle presenze e delle reti in nazionale ― Paraguay | Cronologia completa delle presenze e delle reti in nazionale ― Paraguay | Cronologia completa delle presenze e delle reti in nazionale ― Paraguay | Cronologia completa delle presenze e delle reti in nazionale ― Paraguay | Cronologia completa delle presenze e delle reti in nazionale ― Paraguay |
| Data                                                                    | Città                                                                   | In casa                                                                 | Risultato                                                               | Ospiti                                                                  | Competizione                                                            | Reti                                                                    | Note                                                                    |
| ----------------------------------------------------------------------- | ----------------------------------------------------------------------- | ----------------------------------------------------------------------- | ----------------------------------------------------------------------- | ----------------------------------------------------------------------- | ----------------------------------------------------------------------- | ----------------------------------------------------------------------- | ----------------------------------------------------------------------- |
| 1-6-2014                                                                | Nizza                                                                   | Francia                                                                 | 1 – 1                                                                   | Paraguay                                                                | Amichevole                                                              | -                                                                       | 65’ 87’                                                                 |
| 7-9-2014                                                                | Villaco                                                                 | Paraguay                                                                | 0 – 0                                                                   | Emirati Arabi Uniti                                                     | Amichevole                                                              | -                                                                       | 68’                                                                     |
| 5-9-2015                                                                | Santiago del Cile                                                       | Cile                                                                    | 3 – 2                                                                   | Paraguay                                                                | Amichevole                                                              | 1                                                                       | 46’ 56’                                                                 |
| 24-3-2016                                                               | Quito                                                                   | Ecuador                                                                 | 2 – 2                                                                   | Paraguay                                                                | Qual. Mondiali 2018                                                     | -                                                                       |                                                                         |
| 29-3-2016                                                               | Asunción                                                                | Paraguay                                                                | 2 – 2                                                                   | Brasile                                                                 | Qual. Mondiali 2018                                                     | -                                                                       | 10’                                                                     |
| 28-5-2016                                                               | Atlanta                                                                 | Messico                                                                 | 1 – 0                                                                   | Paraguay                                                                | Amichevole                                                              | -                                                                       | 65’                                                                     |
| 4-6-2016                                                                | Orlando                                                                 | Paraguay                                                                | 0 – 0                                                                   | Costa Rica                                                              | Coppa America Centenario - 1º turno                                     | -                                                                       | 13’ 73’                                                                 |
| 7-6-2016                                                                | Pasadena                                                                | Colombia                                                                | 2 – 1                                                                   | Paraguay                                                                | Coppa America Centenario - 1º turno                                     | -                                                                       | 46’                                                                     |
| 11-6-2016                                                               | Filadelfia                                                              | Stati Uniti                                                             | 1 – 0                                                                   | Paraguay                                                                | Coppa America Centenario - 1º turno                                     | -                                                                       | 63’                                                                     |
| 1-9-2016                                                                | Asunción                                                                | Paraguay                                                                | 2 – 1                                                                   | Cile                                                                    | Qual. Mondiali 2018                                                     | -                                                                       | 82’                                                                     |
| 6-10-2016                                                               | Asunción                                                                | Paraguay                                                                | 0 – 1                                                                   | Colombia                                                                | Qual. Mondiali 2018                                                     | -                                                                       | 63’                                                                     |
| 2-6-2017                                                                | Rennes                                                                  | Francia                                                                 | 5 – 0                                                                   | Paraguay                                                                | Amichevole                                                              | -                                                                       | 58’                                                                     |
| Totale                                                                  |                                                                         | Presenze                                                                | 12                                                                      |                                                                         | Reti                                                                    | 1                                                                       |                                                                         |

## Palmarès

### Competizioni nazionali
- Campionato paraguaiano: 1

Guaraní: 2010 (Apertura)
- Campionato greco: 1

Olympiakos: 2014-2015
- Coppa di Grecia: 1

Olympiakos: 2014-2015
- Copa MX: 1

Monterrey: 2017 (Apertura)